# Fabara (kommunhuvudort)
Fabara är en kommunhuvudort i Spanien.   Den ligger i provinsen Provincia de Zaragoza och regionen Aragonien, i den östra delen av landet, 300 km öster om huvudstaden Madrid. Fabara ligger 255 meter över havet och antalet invånare är 1 188.
Terrängen runt Fabara är platt åt nordväst, men åt sydost är den kuperad. Runt Fabara är det glesbefolkat, med 13 invånare per kvadratkilometer. Närmaste större samhälle är Caspe, 18,5 km väster om Fabara. Omgivningarna runt Fabara är i huvudsak ett öppet busklandskap.